# نموذج الإنتاجية
الإنتاجية في الاقتصاد هي في العادة مقاييس مثل النسبة الخاصة بما يُنتج (إجمالي المخرجات) إلى ما يُستخدم في إنتاجه (إجمالي المدخلات). ترتبط الإنتاجية ارتباطًا وثيقًا بقياس كفاءة الإنتاج. نموذج الإنتاجية هو طريقة قياس تستخدم في الممارسة العملية لقياس الإنتاجية. يجب أن يكون نموذج الإنتاجية قادرًا على حساب المخرجات/المدخلات عندما يكون هناك العديد من المخرجات والمدخلات المختلفة.

## مقارنة بين نماذج الإنتاجية
مبدأ مقارنة نماذج الإنتاجية: هو تحديد الخصائص الموجودة في النماذج وفهم اختلافاتها. يخفَّف هذا العمل من خلال حقيقة أن هذه الخصائص تُحدد بشكل يخلو من الأخطاء عبر صيغة القياس الخاصة بها. بناءً على مقارنة النموذج، يمكن تحديد النماذج المناسبة لقياس الإنتاجية. معيار هذا الحل هو نظرية الإنتاج ودالّة الإنتاج. من الضروري أن يكون النموذج قادرًا على وصف دالّة الإنتاج.
يصبح مبدأ مقارنة النموذج واضحًا في الشكل. هناك بعدان في المقارنة. تشير المقارنة الأفقية إلى مقارنة بين نماذج الأعمال. تشير المقارنة العمودية إلى مقارنة بين مستويات النشاط الاقتصادي أو بين مستويات الأعمال والصناعة والاقتصاد الوطني.
في جميع مستويات الاقتصاد الثلاثة، أي مستوى الأعمال والصناعة والاقتصاد الوطني، يسود فهم موحد لظاهرة الإنتاجية وكيف ينبغي أن تصاغ وتقاس. تكشف المقارنة عن بعض الاختلافات التي تمكن رؤيتها بشكل أساسي على أنها تنتج من الاختلافات في دقة القياس. كان يمكن تطوير نموذج إنتاجية الأعمال ليكون ادث من نموذج الاقتصاد الوطني لسبب بسيط هو أن بيانات القياس في الأعمال أكثر دقة بكثير. (ساري 2006 ب)

## نماذج الأعمال
هناك العديد من النماذج المختلفة المتاحة لقياس الإنتاجية. إذ أثبتت مقارنة النماذج بشكل منهجي أنها الأكثر مشاكلًا. فيما يتعلق بالرياضيات البحتة لم يكن من الممكن تحديد الخصائص المختلفة والمتشابهة بينها حتى يُتمكّن من فهم كل نموذج على هذا النحو وعلاقته بنموذج آخر. هذا النوع من المقارنة ممكن باستخدام نموذج الإنتاجية وهو نموذج ذو خصائص قابلة للتعديل. يمكن ضبط نموذج قابل للتعديل بخصائص النموذج قيد المراجعة، وبعدها تصبح الاختلافات والتشابهات قابلة للتحديد.
من خصائص نماذج قياس الإنتاجية التي تفوق جميع الخصائص الأخرى هي القدرة على وصف دالّة الإنتاج. إذا كان النموذج يستطيع وصف دالّة الإنتاج، فإنه ينطبق على مجمل مقاييس الإنتاجية. من ناحية أخرى، إذا لم يتمكن من وصف دالّة الإنتاج أو إذا كان يستطيع القيام بذلك جزئيًا فقط، فإن النموذج غير مناسب لمهمته. تشكل نماذج الإنتاجية القائمة على دالّة الإنتاج كيانًا متماسكًا تكون فيه الاختلافات في النماذج صغيرة إلى حد ما. تلعب الاختلافات دورًا لا قيمة له، وتمكن التوصية بالحلول الاختيارية لأسباب وجيهة. يمكن أن تختلف نماذج قياس الإنتاجية في الخصائص عن بعضها بست طرق.
1. أولاً، من الضروري دراسة الاختلافات في أسماء المفاهيم وتوضيحها. أعطى مطورو النماذج أسماء مختلفة لنفس المفاهيم، مُسببين الكثير من الالتباس. وغني عن القول، أن الاختلافات في الأسماء لا تؤثر على منطق وضع النماذج.
2. يمكن لمتغيرات النموذج أن تختلف؛ لذا فإن المنطق الأساسي للنموذج مختلف. إنه سؤال عن أيّ المتغيرات مُستخدمة للقياس. الخاصيّة الأكثر أهمية للنموذج هي قدرته على وصف دالّة الإنتاج. يُستوفى هذا المتطلب في حالة احتواء النموذج على متغيرات دالّة الإنتاج للإنتاجية والحجم. فقط النماذج التي تلبي هذا المعيار تستحق مقارنة أكثر وضوحًا. (ساري 2006 ب)
3. يمكن أن يختلف ترتيب حساب المتغيرات. يعتمد الحساب على مبدأ Ceteris paribus الذي ينص على أنه عند حساب آثار التغيير في متغير واحد، تبقى جميع المتغيرات الأخرى ثابتة. لترتيب حساب المتغيرات له بعض التأثير على نتائج الحساب، ومع ذلك، فإن الفرق ليس كبيرًا.
4. يمكن أن يكون الإطار النظري للنموذج إما نظرية التكلفة أو نظرية الإنتاج. في نموذج يعتمد على نظرية الإنتاج، يُقاس حجم النشاط بحجم المدخلات. في نموذج يعتمد على نظرية التكلفة، يُقاس حجم النشاط بحجم الإنتاج.
5. قد تختلف تقنية المحاسبة، أي كيفية الحصول على نتائج القياس. في الحساب، تُطبّق ثلاث تقنيات: محاسبة النسب، ومحاسبة التباين، وشكل المحاسبة. لا تعني الاختلافات في الأسلوب المحاسبي وجود اختلافات في النتائج المحاسبية، ولكن الاختلافات في الوضوح والإدراك. توفر محاسبة التباين للمستخدم معظم الاحتمالات لتحليل ما.
6. قابلية ضبط النموذج. هناك نوعان من النماذج، ثابتة وقابلة للتعديل. في نموذج قابل للتعديل، يمكن تغيير الخصائص، لذا يمكن فحص خصائص النماذج الأخرى. لا يمكن تغيير نموذج ثابت. فهو يحمل بثبات الخاصية التي أنشأها المطور فيه.

بناءً على المتغيرات المستخدمة في نموذج الإنتاجية المقترح لقياس الأعمال، يمكن تجميع هذه النماذج في ثلاث فئات على النحو التالي:
- نماذج مؤشر الإنتاجية.
- نماذج PPPV.
- نماذج PPPR.

في عام 1955، نشر ديفيز كتابًا بعنوان محاسبة الإنتاجية قدم فيه نموذجًا لمؤشر الإنتاجية. بناءً على نموذج ديفيس، طُوّرت العديد من الإصدارات، ومع ذلك، فإن الحل الأساسي هو نفسه دائمًا (كندريك وكريمر 1965، كريغ وهاريس 1973، هينز 1976، موندل 1983، سومانث 1979). المتغير الوحيد في نموذج المؤشر هو الإنتاجية، ما يعني أنه لا يمكن استخدام النموذج لوصف دالّة الإنتاج. لذلك، فإن النموذج لا يقدَّم بمزيد من التفصيل هنا.
PPPV هو الاختصار للمتغيرات التالية، إذ يُعبر عن الربحية كدالّة لهم:
الربحية f = (الإنتاجية، الأسعار، الحجم)
يرتبط النموذج بقائمة الأرباح والخسائر، إذ يُعبّر عن الربحية بدالّة للإنتاجية والحجم وأسعار الوحدة. الإنتاجية والحجم هي متغيرات دالّة الإنتاج، واستخدامها يجعل وصف العملية الحقيقية ممكنًا. يصف التغير في أسعار الوحدة تغييرًا في توزيع دخل الإنتاج.
PPPR هو الاختصار للدالّة التالية:
الربحية = (الإنتاجية، استرداد الأسعار) f
في هذا النموذج، متغيرات الربحية هي الإنتاجية واسترداد الأسعار. فقط الإنتاجية هي متغير لدالّة الإنتاج. يفتقر النموذج إلى متغير الحجم، ولهذا السبب، لا يمكن للنموذج وصف دالّة الإنتاج. تنتمي النماذج الأمريكية الخاصة بـ REALST (لوغيرنبيرغ وكوشيارو 1982، بينيدا 1990) وبـ APQC (كندريك 1984، برايتون 1983، جينيسكا وغريفيل 1992، بينيدا 1990) إلى هذه الفئة من النماذج، ولكن نظرًا لأنها لا تنطبق على وصف دالّة الإنتاج (ساري 2000) لم تراجع هنا عن كثب.